# Зеферин
Святий Зефери́н (рідше Зефірин, світське ім'я Zepheniah) (лат. Zephirynus; ? — 20 грудня (в деяких документах 25 серпня) 217, Рим) — п'ятнадцятий папа Римський (199—217), римлянин за походженням.
Відомо, що його батька звали Habundius і він був римлянином. За свідченнями сучасників, Зеферин не був освіченою людиною. Liber Pontificalis приписує Зеферину дві постанови: про свячення в духовний сан і про євхаристійну літургію у головних церквах Риму. Під час його понтифікату римський імператор Септимій Север заборонив перехід у християнство під страхом жорстокого покарання.
Церква спочатку відзначала день пам'яті святого 26 серпня, та в 1969 році перенесла на 20 грудня.

## Діяльність
Зеферин не був освічений.
Одразу після обрання викликав до себе сповідника Калліста й призначив його наглядачем катакомб (лат. coemeterium) — пізніше вони отримали назву катакомб св. Калліста. Калліст також став дияконом Римської Церкви й радником Зеферина.
Liber Pontificalis приписує Зеферину 2 постанови: про посвяту в духовний сан та про євхаристичну літургію в головних церквах Рима.
За його часів імператор Септимій Север 202/203 року видав указ про заборону прийняття християнства під загрозою суворих покарань. Однак римських мучеників того періоду не відомо.

### Боротьба з єрессю
За часів понтифікату Зеферина учні єретика Феодота-кожевника вмовили сповідника Наталія бути антиєпископом Рима за 150 динаріїв на місяць.
|  | Зрештою його було побито святими янголами, які всю ніч його бичували. Вставши зранку, весь поранений, він одягнув лахміття, посипав голову попелом й кинувся до ніг єпископа Зеферина. |

Згодом Наталій розкаявся та був возз'єднаний з Церквою.
Монтаніст Прокл видав працю на захист нових пророцтв. Римський християнин Гай написав діалог проти Прокла. Гай вважав Апокаліпсис святого Іоанна твором єретика Керінфа. Іполит на заперечення написав «Capita contra Caium». Іполит захищав доктрину Божественного Логоса; Зеферин не погоджувався ані з Іполитом, ані з монтаністами, й казав, що визнає тільки одного Бога — Христа. Це вилилось у конфлікт Зеферина й пізніше Калліста з Іполитом.